# Vật lý kỹ thuật
Vật lý kỹ thuật (tiếng Anh: Engineering Physics) là một ngành khoa học đề cập đến việc nghiên cứu các ngành kết hợp của vật lý, toán học và kỹ thuật, đặc biệt là máy tính, hạt nhân, điện, điện tử, vật liệu hoặc cơ khí. Về cơ bản, các kỹ sư Vật lý bằng cách tập trung vào phương pháp khoa học tìm cách áp dụng, thiết kế và phát triển các giải pháp mới trong kỹ thuật.
Vật lý kỹ thuật là một lĩnh vực khoa học và công nghệ nghiên cứu và ứng dụng những kiến thức vật lý và kỹ thuật vào quá trình sản xuất và ứng dụng các công nghệ vật lý phục vụ công nghiệp và đời sống.

## Tổng quan
Không giống như các ngành kỹ thuật truyền thống, Vật lý kỹ thuật không nhất thiết chỉ giới hạn trong một ngành khoa học, kỹ thuật hoặc vật lý cụ thể. Thay vào đó, Vật lý kỹ thuật cung cấp một nền tảng kỹ lưỡng hơn về vật lý ứng dụng cho một chuyên ngành được lựa chọn như Quang học, Vật lý lượng tử, Khoa học vật liệu, Cơ học ứng dụng, Điện tử, Công nghệ nano, Vi điện tử, Điện toán, Quang tử, Cơ khí, Điện kỹ thuật, Kỹ thuật hạt nhân, Vật lý sinh học, Lý thuyết điều khiển, Khí động học, Năng lượng, Vật lý chất rắn, v.v... Đây là ngành học dành cho việc tạo ra và tối ưu hóa các giải pháp kỹ thuật thông qua nâng cao hiểu biết và ứng dụng tích hợp các nguyên lý toán học, khoa học, thống kê và kỹ thuật. Các môn học cũng có nghĩa là cho chức năng chéo và thu hẹp khoảng cách giữa khoa học lý thuyết và kỹ thuật thực tế với sự nhấn mạnh trong nghiên cứu và phát triển, thiết kế và phân tích.
Đáng chú ý là trong nhiều ngôn ngữ, thuật ngữ "vật lý kỹ thuật" sẽ được dịch trực tiếp sang tiếng Anh là "technical physics". Ở một số quốc gia, hai khái niệm "engineering physics" và "technical physics" đều là những ngành học có chung cấp học thuật, trước đây chuyên về nghiên cứu năng lượng hạt nhân và sau này gần với vật lý kỹ thuật hơn. Trong một số tổ chức, chuyên ngành vật lý kỹ thuật là một chuyên ngành hoặc chuyên môn trong phạm vi khoa học kỹ thuật hoặc khoa học ứng dụng.
Tại Việt Nam, trong nhiều trường đại học, các chương trình vật lý kỹ thuật có thể được đào tạo ở các cấp độ Cử nhân, Kỹ sư, Thạc sĩ và Tiến sĩ, cốt lõi của các khóa học cơ bản và nâng cao về toán học, vật lý, hóa học và sinh học là nền tảng của chương trình giảng dạy, trong khi các lĩnh vực tự chọn điển hình có thể bao gồm động lực học chất lỏng, vật lý lượng tử, kinh tế học, vật lý plasma, thuyết tương đối, cơ học rắn, nghiên cứu hoạt động, tài chính định lượng, công nghệ thông tin và kỹ thuật, hệ thống động lực, kỹ thuật sinh học, kỹ thuật môi trường, kỹ thuật tính toán, toán kỹ thuật và thống kê, thiết bị trạng thái rắn, khoa học vật liệu, điện từ, khoa học nano, công nghệ nano, năng lượng và quang học. Trong khi các chương trình kỹ thuật đại học điển hình thường tập trung vào việc áp dụng các phương pháp đã được thiết lập vào thiết kế và phân tích các giải pháp kỹ thuật, thì chương trình đại học về vật lý kỹ thuật tập trung vào việc tạo ra và sử dụng các kỹ thuật tính toán hoặc thử nghiệm tiên tiến hơn trong đó phương pháp tiêu chuẩn không đầy đủ giải pháp kỹ thuật cho các vấn đề đương đại trong khoa học vật lý và cuộc sống bằng cách áp dụng các nguyên tắc cơ bản.